# 浙江美術館

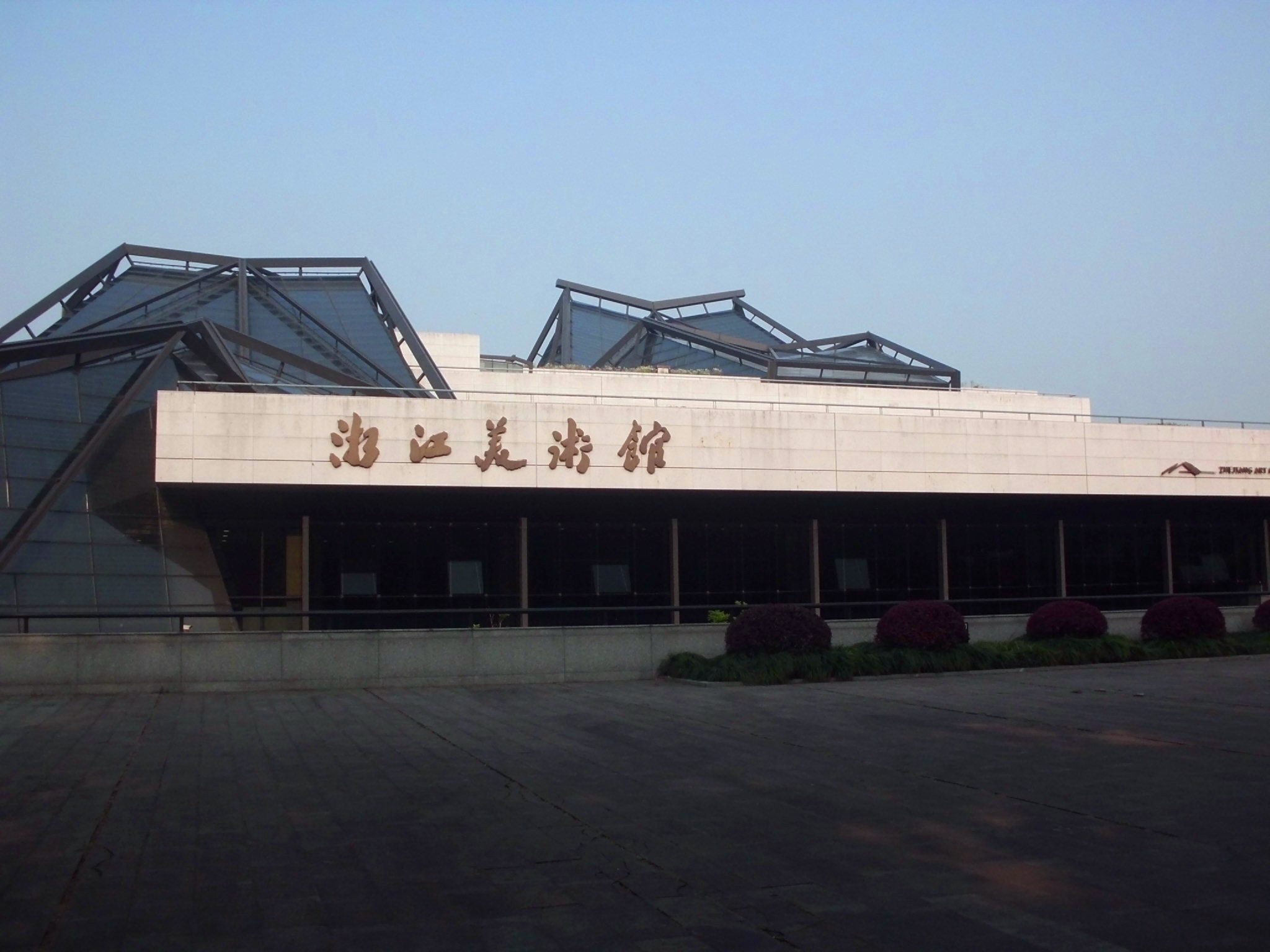
西側

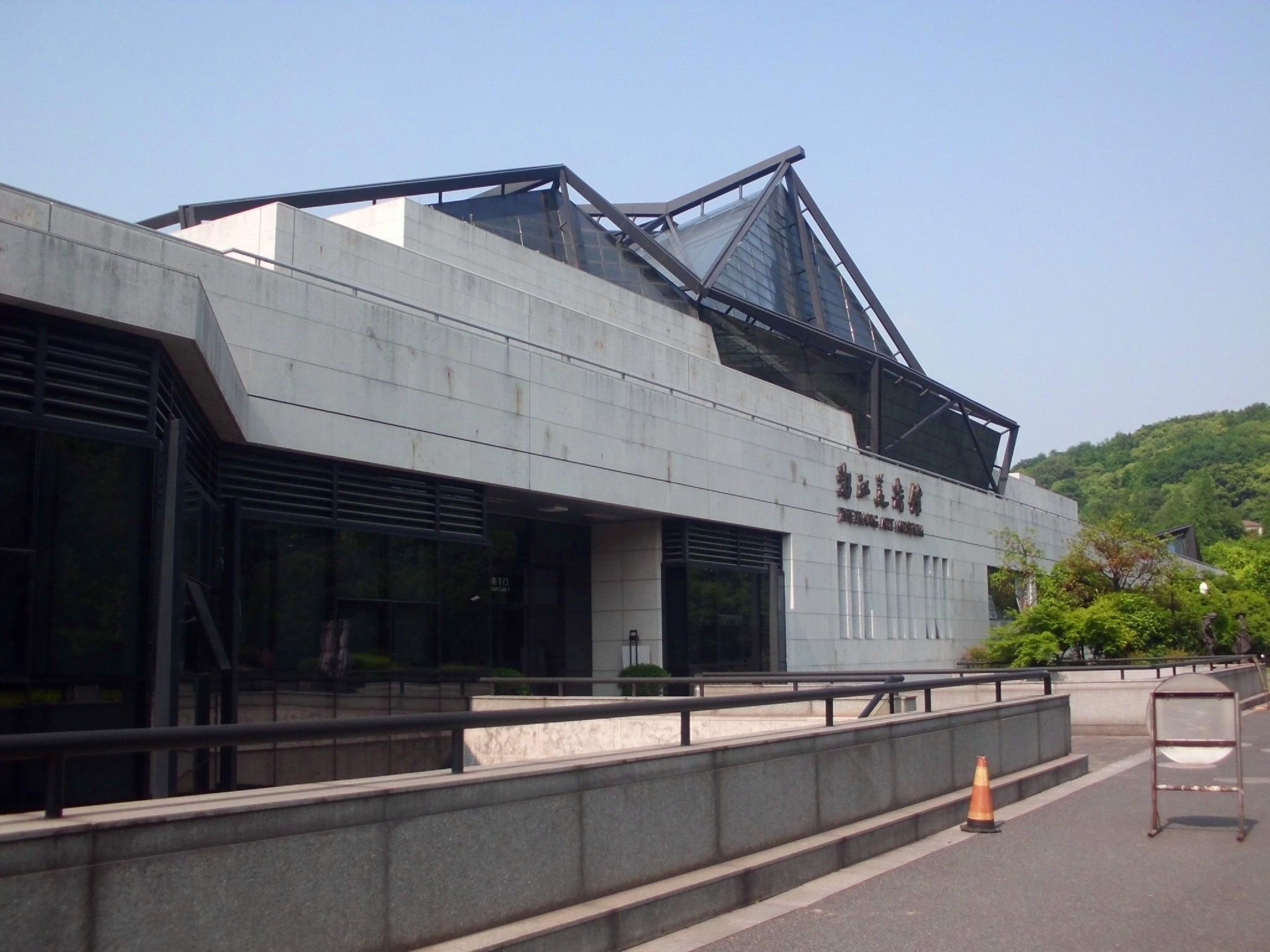
南側

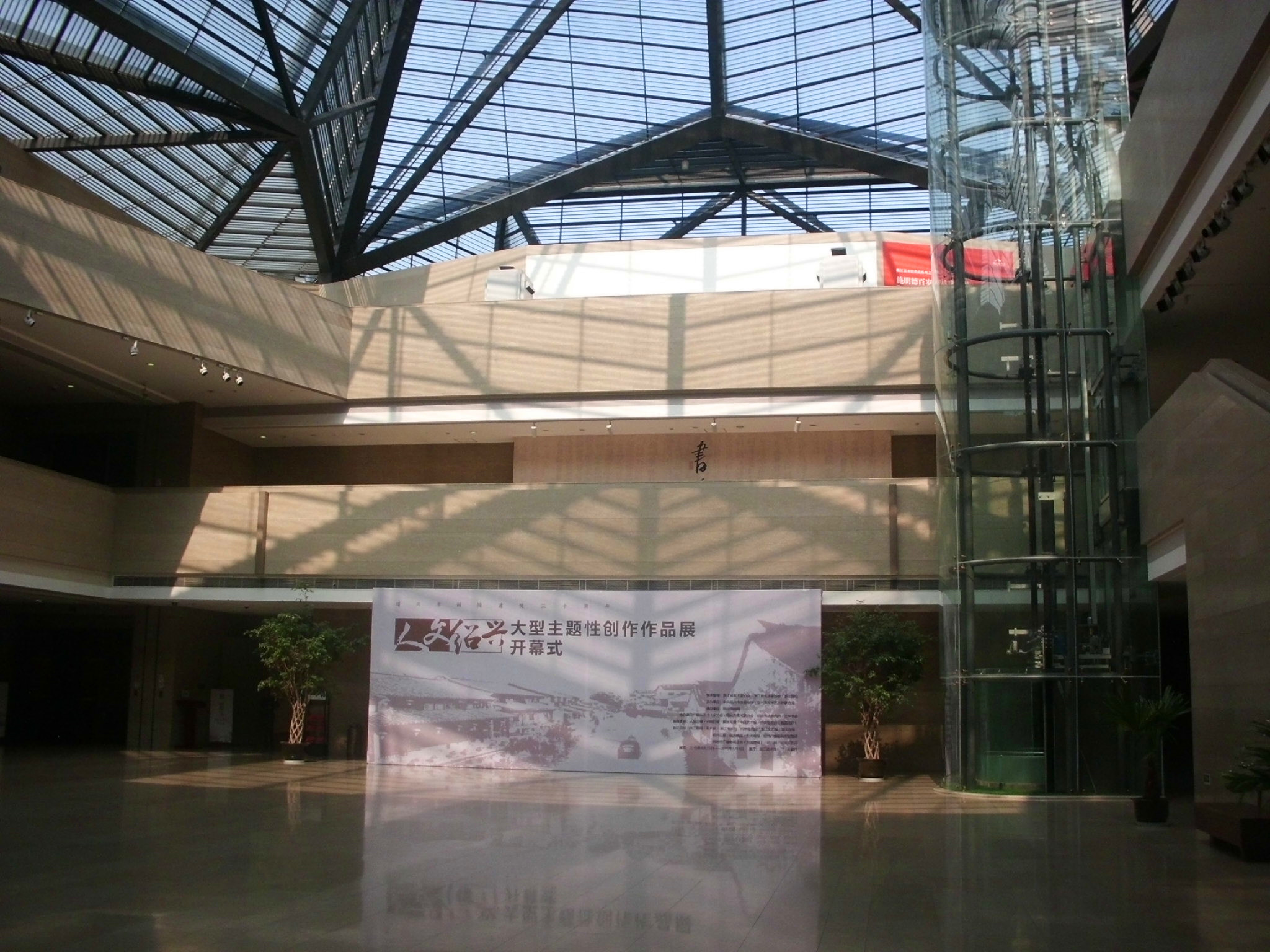
中央ロビーでは紹興の文人の作品展を開催している様子

浙江美術館は杭州市南山路に位置し、西湖に隣接している美術館。敷地面積は3.5万平方メートル、建築面積は3.2万平方メートル。総投資額4億2000万元は, 浙江省が負担し、同省文化庁が管轄している。2005年5月着工、2009年8月オープン。

## 紹介
14の大小様々な展示室があり、このうち6つの温湿度が完全に管理された展示会場であり、展示場の面積は9000平方メートル、収蔵庫は3000平方メートルにのぼる。中央にあるホール、天窓から採光でき、多目的ホール、国際シンポジウム会場、鑑賞室、VIPルーム、美術図書文献センターなど、多様な施設がある。主に美術作品と美術文献の展覧、陳列、募集、コレクションを担当し、学術研究、教育交流、公共文化サービスを展開している。
浙江美術館の方針として「現代に重きをおき、歴史を考慮し、浙江省を起点に世界に目を向ける」学術主旨としては、公共性、多元性、開放性がある。主な収蔵としては近代の浙江ゆかりの優れた美術作品、文献、国内外の重要な美術、代表作品及び文献、現代美術、美術研究の重要な成果、古代美術、現代美術、民間美術及び工芸の優れた作品がある。

## 見学時間
営業時間：火ー日曜日9:00 -- 17:00、月曜日は休館。

## 参考資料
1. ↑  “美术馆介绍”.   浙江美术馆. 2012年12月18日時点のオリジナルよりアーカイブ。2012年11月閲覧。
2. ↑  “浙江美术馆参观须知”. 2012年12月18日時点のオリジナルよりアーカイブ。 Template:Cite webの呼び出しエラー：引数 accessdate は必須です。